# Жилінські пагорби
Жилінські пагорби (Žilinská pahorkatina) — гірський масив в Словаччині; геоморфологічна підодиниця масиву Жилінська улоговина. Середні висоти — 320 метрів.. Місце розташування — Жилінський край.
Протікає Завадський потік.